# 認知文法
認知文法（にんちぶんぽう、Cognitive Grammar）とは、ロナルド・ラネカーが1970年代から展開している認知言語学の文法理論である:3。

## 概要
1950年前後から広まった生成文法では、平叙文は「<名詞句> <動詞句>」のような句の並びであり、命令文は「<動詞句>」のような句の並びである、というように抽象化の指向があった。認知言語学や認知文法はそれと異なり、個々の具体的な使用の蓄積、およびそれらが構成するネットワークが話者の言語的知識の本質であるという立場を取る。
音と意味を抱き合わせた単位を「シンボル」とし、その体系であるとして研究する。従来意味を持たないと考えられてきたconstructionにも枠組的な意味を与える（construction grammar、「構文文法」。言語学の他の分野でいうsyntaxの意の「構文」ではない）。
また、話者がある言葉の指す対象について知っているささいな事項がその言葉の使われ方を左右する事があり、言語的知識と百科事典的知識の区別に疑問を投げかける。
以下の記述はLangacker (2008).Cognitive Grammarによる。

## 「認知文法」における言語観

### 「認知」の意味
認知言語学・認知文法における「認知」とは、普遍文法仮説などに見られる、言語に特化されていると同時に総合的な所与の能力を仮定した、その能力による「認知」ではない。
そうではなく、「可能な限り言語構造を別のもっと基本的なシステムや能力（例えば知覚、記憶、カテゴリー化能力など）に説明項を置き、そこから分かつことができないもの」（ibid.: 8）として認知言語学・認知文法では言語を捉える。すなわち、慣習化、連合（連想）、抽象化（スキーマ化）、焦点移動、五感、体感、運動感覚といったような、特化しない個別的な能力を「認知」としている。
例えばLangackerは以下のように具体的に述べている。
「認知文法においては、言語に特化しない心的能力で、かつ容易に実証可能で心理学的に十分に存在が立証されているものに焦点を当てている。例えば、焦点を当てたり、注意をある場所から他の場所に移したり、動いている対象物を目で追いかけたり、イメージを形成したりそれを操作したり、二つの経験同士を比較したり、一致した関係を作ったり、単純な要素を組み合わせて複雑な構造にしたり、あるシーンを別の視点から捉えたり、ある状況を異なったレベルの抽象性でもってとらえたりする能力である。」（ibid.: 8）（太線は投稿者）

### 言語の生得性について
認知文法では、言語に特化した生得的な能力が存在しており、それが言語システムを駆動しているのか（普遍文法仮説のこと）、または言語に特化しない認知能力によって言語は駆動されているのか、それについては明確にどちらかの立場を決めるようなことはしない。「我々は生まれて言語を使用することができるようになることを考えると、言語のためだけに存在する、豊かな生得的設計図のようなものから創発したと考える可能性を排除することはしない」（ibid.: 8）とは述べている。しかし、見解としては、もし言語特有の遺伝的な能力が存在するとしたら、（発声器官がもともと言語を使用するための器官として存在はしないのと同じように）それらはもっと基本的な認知現象に起因するものであろうという立場を示している。

### 象徴的（記号的）文法観
Langackerの認知文法では、他の言語理論に比べて非常に厳しく限定された制約をもつ言語理論である。認知文法では、言語構造を形成する最小要素は語彙でも統語構造でもなく，以下の構造・関係性であると考える。
- (i) 意味構造、音韻構造、それを統合した記号構造（象徴構造）と、
- (ii) その許された構造のスキーマ化と、
- (iii) 構造間のカテゴリー的関係性のみである。

なぜこの3つか、それは、言語学の目的が「意味と形式がどのような関係にあるか」である（Bybee 1985）ことを考慮に入れると、「出発点を言語的知識は実際の言語表現に観察可能である意味と形式に内在する要素に限定し、それに連合、自動化、スキーマ化、カテゴリー化などの非常に基本的な心理学的現象に起因するものに限定する必要があるからである」。（ibid.: 25）言い換えると、はじめから様々な理論仮構物を仮定し言語分析を行うのではなく、経験的に立証されている構成体・心理学的な認知プロセスを反映する言語分析を行おうとしているのである。

### 語彙・文法の規定
文法理論の一大勢力として、語彙を「動詞」や「名詞」といったように抽象化し、具体的な語彙ではなく、そういった抽象から文法（構文）が作られるものとする考え方がある。
認知文法においてはそれらと全く異なり、語彙や文法の間に明確な区分は認めていない。なぜならば、もともとあったものを言語学者が発見したのではなく、（言語学者が）勝手に区切りをつけただけではないか、という危惧を我々は完全には棄てきることができないからである（ibid.: 13）と認知文法の研究者は述べる。認知文法では語彙・文法の差をグレディエンス（段階性）のある一連のものと見なしている。
例えば我々はどこまでがレキシコンとして登録されており、どこまでが文法としてルール化されているのだろうか。単語(dog)、慣用的な熟語(cats and dogs)、コロケーション(Give me your …, Give me the …)、構文(send NP NP)、と考えていった場合に、変化するのはその抽象性（スキーマ性）でその差異は言語学者が区分したものに過ぎないのではないだろうかという仮定が成り立つのである。
そこで認知文法では、以下のように文法と語彙を規定する。
(1) 抽象度（スキーマ性）の高さ
- プロトタイプ的な語 ＞ 一般的な語彙 ＞ 文法標識（音韻的表示あり） ＞ 品詞（音韻的表示なし）
- 一般的な語彙 ＞ 種々のルール

(2) 複雑性
- プロトタイプ的な語 ＞ 一般的な語彙
- 文法標識、品詞 ＞ 種々のルール

(3) 定着度
- 語彙項目 ＜ 斬新な表現

しかし重要なことは，象徴的文法要素に「還元」できるという考え方は，従来の「語彙」や「形態」や「統語」などの存在を否定するものではない。これは「水分子」の存在が水素原子と酸素原子に還元できることが，水分子の存在を否定することには成らないのと同じである。それらがプリミティブな要素ではないと考えられていることを意味するのみである。また「連続性」を主張することが，それらの概念を否定することにも繋がらない。それは「青」と「緑」という色の境界は明確ではないと主張することが「青」と「緑」という色の存在を否定することには成らないのと同じである。(ibid.: 6-7)

## 言語表現の「意味」

### 捉え方・解釈（Construal）
言語表現の意味は、言語化以前の概念内容に様々な解釈（construal）を加えていくことで成立すると考えられている。
例えばコップに水が半分入っている状況があるとしよう。この言語化される前の概念内容の，どの部分を際だたせて捉えるかによって以下のような多様な言語表現が可能である：
- コップに水が半分しか入っていない
- コップに水が半分入っている
- コップに入っている水
- 水が入ったコップ

認知文法では，ある部分を焦点化することをプロファイルすると言う。これはゲシュタルト心理学で言う「図」と「地」の分化現象を言語分析の道具立てとして応用された概念である。このプロファイルされたもののなかでももっとも焦点化がなされているものをトラジェクター，トラジェクターの次に焦点化されているものをランドマークと呼ぶ。例えば次の表現においてthe ballはトラジェクター，the tableはランドマークである。
- The ball is on the table

### 認知ドメイン（Cognitive Domain）
では、概念内容とはどのような構造になっているのだろうか。Langackerは認知ドメイン（Cognitive Domain）という概念を用いてその構造を説明する。認知ドメインとは、概念内容を構成する意味フレームの束であり、どのドメインのどこをプロファイルするかによって多様な言語表現の意味が表現可能となると考えられている。
例えば、「グラス」という概念は、我々は単に形だけをその意味として持っているのではないことは容易に分かる。例えば、その意味は「空間領域」や「形状領域」においてその独特の「形」、「色彩領域」においてはその「色」が決定する。また「機能」という領域においては「液体を入れる」とか「体内に液体を摂取する」などの意味が規定される。ほかにも「素材」という領域において「ガラス製」という特性が規定されたり、さまざまな領域において複合的に意味が決定され、それが総体となって「概念内容」が構成される。そして、その領域のどの部分をプロファイルして際だたせるかによって多様な言語表現が可能となる。
- グラスは割れやすいものだ
- このグラスは小さすぎる
- このグラスはとても美しい

上のような表現は上から順に、「素材領域」「機能・形状領域」「色彩・形状領域」などが関与していることが理解できる。それは我々が意味を単に形や機能だけで捉えているのではなく、いろいろな領域・場面（認知ドメイン）の総体として意味を知っているからある。

## 文法構造

### 概念祖型（Conceptual Archetypes）
認知文法では，概念内容がさまざまな解釈を経て言語表現の意味を形成するとしている。特に節のその概念内容に関しては，典型的には以下のものが関与していると仮定する。
1. ある事象と発話の場との関係性
2. ある事象が生起する場所，セッティング
3. さまざまな意味役割を持った参与者

これらの要素がどのようにプロファイリングされ（何をトラジェクターにし，何をランドマークにするか），言語表現化されるかで多様な状況描写が可能になる。認知文法での言語表現の意味の扱いがダイナミックで，概念「化」と言われる所以である。

### 意味役割
認知文法では意味役割を大きく動作主（Agent）とシーム（Theme）に分ける。動作主は参与者の中でも能動的にあるエネルギーを働きかける役割を持つもので，下位分類の動作主（Agent）や道具役割（Instrument）などがある。
一方でシームは受動的な役割を担うもので，そこには以下のような意味役割が含まれる。
- ゼロ： The pole is long.   She is over there.
- 移動主：The boat sank.  The door opened.
- 被動作主：The ice melted.  The glass broke.
- 経験者: I itch all over.  He was sad.

これらはいずれもエネルギーを外的に与える側ではないと言う点で共通している。
ここで注意すべきは，これら動作主や被動作主などの意味役割は，それ自体が文法上の主語・目的語のプロトタイプには成るかも知れないが，それらを決定する要因ではない点である。これらの意味役割だけでは文法の上の主語・目的語を規定できないという点で，別の道具立てが必要である。これが認知文法では「焦点化」であり，意味役割とは別に言語化する際にはトラジェクター・ランドマークをさまざまな意味役割に付与できることから，結果的に文法上の主語・目的語がさまざまな意味役割を取ることになるのである。

### 対格言語と能格言語
言語によって，また言語内でも動作主をプロファイルしてトラジェクターとしての役割を付与し，言語化する方略（Agent orientation）と，動作を受ける側をトラジェクターとする言語に分かれる。いわゆる「対格言語」では，参与者が２つある他動文の場合，動作主をもっとも際だつ存在として標示する。また自動詞文では，参与者が単一であるために，もっとも目立つ存在として標示する。その結果，他動詞の動作主と自動詞の参与者が「主格」という同一の標識を持つことになる。一方で他動詞の被動作主は「対格」という別の標識を持つことになる。
また「能格言語」と呼ばれる言語では，典型的な他動詞文において被動作主をもっとも際だった存在として標示し，動作主を二次的な際だちを持つ参与者として標示する。また自動詞文では，参与者が単一であるために，もっとも目立つ存在として標示する。その結果，他動詞の被動作主と自動詞の参与者が同一の標識（伝統的に「絶対格」と呼ばれるもの）を持つことになる。一方で他動詞の動作主はそれとは別の標識（＝能格）を持つことになる。
この能格言語・対格言語という区別はどの言語にも適用できるわけではない。英語は対格性の高い言語であることが以下の観点から見ても分かるが，すべてがこのようにきれいにいくわけでない。
- 代名詞のパラダイム：He broke the vase./He is at the station.
- 動詞の呼応：Tom plays baseball./Tom walks.
- 疑問文の倒置：Did Tom break the glasses?/Did Tom walk?

これらにおいては他動詞においても自動詞においても全く同じ振る舞いをするために，対格性が強いと考えられるが，例えば名詞化が起こると，他動詞文での目的語と自動詞文での主語が同じofに後続することから英語にも能格的特徴が全くないというわけではない。
- the sinking of the ship by the pirates
- the sinking of the ship

### 受動文と逆受動文
上で見たように，意味役割と独立した焦点化というプロセスを考慮に入れない限りは，言語の統語構造は記述できない。そしてそれを示す好例が，受動化のプロセスである。受動化は概略，トラジェクターとして標示していた動作主を非焦点化（defocusing）して，ランドマークとして捉えていた被動作主をトラジェクターに格上げし，単一の焦点として捉え直すことと言える。例えば英語ではThe vase was broken (by Tom).においてはもともと二次的な際だちとして捉えられていたthe vaseを一次的な際だちを持つトラジェクターに格上げし，一次的な際だちをもった動作主Tomを非焦点化することで，プロファイルもされない状態か，byという前置詞をつけて迂言的に表現することとなる。
これは対格言語にしか見られない特徴であることが分かる。なぜならもともと動作主をトラジェクターとして標示していることが条件となるからである。では，もともとトラジェクターを被動作主に付与している対格言語ではどうなるのだろうか。
その種の言語では，「逆受動（anti-passive）」という現象が起こる。これはもともともっとも焦点化を当てていた，つまりトラジェクターとして標示していた被動作主から，焦点化を取り除き，代わりに二次的な焦点を当てていた動作主を単独の焦点化の対象として捉え直すという現象である。よって意味的には「その女性に関しては，その肉をば食べた」＝＞「肉に関しては，その女性が食べたのだ」などというニュアンスに変化する。（言語データに関しては ibid.: 384参照）
またこのような焦点化の差異を説明の道具立てに使うことによって，タガログ語をはじめとしたオーストロネシアン諸語に見られる「動作主フォーカス」「被動作主フォーカス」「場所フォーカス」「受益者フォーカス」の説明も可能になる。これらを示す標識はトラジェクターをどこに置くかの違いであり，そのシステムが発達したものであると考えられる。

### セッティング・場所と節の構造
またプロファイルされうる存在は，参与者だけではない。参与者がインターアクトするセッティング・場所がトラジェクター，ランドマークとして際だつ場合もある。
- The garden is buzzing with insects.
- This stadium has seen some thrilling contests.
- *Insects are being buzzed with by the garden.
- *Some thrilling contests has been seen by this stadium.

この種の構文は受動態にならないことがその特徴としてあげられる。これはセッティング主語構文と受動文が相互排他的であることを示している。それはなぜだろうか。
この問題に関しては機能的に動機付けが可能である。典型的な状況に置いては，英語では参与者の動作主がトラジェクターとして捉えられるが，そのイベントを見る見方を変える方略としてセッティングを主語にするか，受動文にするかは全く相互排他的な行為だからである。概念祖型においてセッティングがフォーカスされるということは参与者以外の場にフォーカスが当たることであり，また受動文になることは，動作主ではない参与者に最大の焦点が当たることであることから，全く別のプロセスといえるからである。ゆえにセッティング主語は受動文にできないのである。